# Miguel (piłkarz)
Miguel Ferreira de Almeida (ur. 20 września 1949 w Rio de Janeiro) – piłkarz brazylijski, występujący podczas kariery na pozycji środkowego obrońcy.

## Kariera klubowa
Miguel karierę piłkarską rozpoczął w klubie Olarii Rio de Janeiro, gdzie grał w latach 1967–1971. W latach 1971–1973 występował w CR Vasco da Gama. W lidze brazylijskiej zadebiutował 8 sierpnia 1971 w zremisowanym 0-0 spotkaniu z Cearą Fortaleza. W 1973 roku miał krótki epizod w Bangu AC, po czym wrócił do Vasco. Z Vasco da Gama zdobył mistrzostwo Brazylii 1974 oraz mistrzostwo stanu Rio de Janeiro – Campeonato Carioca 1974. Ostatni raz w lidze w barwach Vasco wystąpił 9 listopada 1975 w przegranym 0-1 meczu z Corinthians Paulista.
W 1975 roku przeszedł do lokalnego rywala – Fluminense FC. W nowych barwach zadebiutował w lidze 7 września 1976 w przegranym 0-2 meczu z Botafogo FR. Z Fluminense zdobył mistrzostwo stanu Rio de Janeiro w 1976 roku. Ostatni raz w lidze Miguel wystąpił 9 listopada 1977 w przegranym 0-1 meczu z Confiançą Aracaju. Ogółem w latach 1971–1977 wystąpił w niej w 95 meczach.
W kolejnych latach grał jeszcze w Chicago Stings w 1978–1979, Botafogo1979–1980, kolumbijskim Unión Magdalena 1980 oraz Madureirze Rio de Janeiro, w której zakończył karierę w 1981 roku.

## Kariera reprezentacyjna
Miguel ma za sobą powołania do reprezentacji Brazylii. W reprezentacji zadebiutował 30 września 1975 w przegranym 1-3 meczu z reprezentacją Peru w Copa América 1975. Był to jedyny jego mecz na tym turnieju. Ostatni raz w reprezentacji Miguela wystąpił 9 czerwca 1976 w wygranym 3-1 meczu reprezentacją Paragwaju w Copa de Atlantico 1976. Ogółem w reprezentacji rozegrał 4 mecze i strzelił 3 bramki.
W 1968 roku Miguel uczestniczył w Igrzyskach Olimpijskich w Meksyku. Na turnieju Miguel był podstawowym zawodnikiem i wystąpił we wszystkich trzech meczach grupowych reprezentacji Brazylii z Hiszpanią, Japonią i Nigerią.